# レオナルド・カリウ・アブダラ
レオナルド・カリウ・アブダラ（Leonardo Kalil Abdala、1996年4月10日 ‐ ）は、ブラジル出身のプロサッカー選手。ポジションはフォワード。
Jリーグ、Kリーグ時代の登録名はカリウ（ハングル: 카릴）。

## 経歴
2016年3月、クリシューマECからアルビレックス新潟に期限付き移籍。
2016年12月19日、期限付き移籍期間の満了が発表された。

## 所属クラブ
ユースチーム経歴
- -　2013年  サンパウロFC

トップチーム経歴
- 2014年 - 2018年  クリシューマEC
  - 2016年3月 - 2016年12月  アルビレックス新潟(期限付き移籍)
- 2019年  ウニオンEC
- 2020年  ポルトゥゲーザ・サンチスタ
- 2020年 - 2021年  オエステFC
- 2022年 -  サン・ジョセ（英語版）
  - 2022年  オペラリオ・フェロヴィアリオEC (期限付き移籍)

## 個人成績
| 国内大会個人成績 | 国内大会個人成績 | 国内大会個人成績 | 国内大会個人成績 | 国内大会個人成績 | 国内大会個人成績 | 国内大会個人成績 | 国内大会個人成績 | 国内大会個人成績 | 国内大会個人成績 | 国内大会個人成績 | 国内大会個人成績 |
| 年度             | クラブ           | 背番号           | リーグ           | リーグ戦         | リーグ戦         | リーグ杯         | リーグ杯         | オープン杯       | オープン杯       | 期間通算         | 期間通算         |
| 年度             | クラブ           | 背番号           | リーグ           | 出場             | 得点             | 出場             | 得点             | 出場             | 得点             | 出場             | 得点             |
| 日本             | 日本             | 日本             | 日本             | リーグ戦         | リーグ戦         | リーグ杯         | リーグ杯         | 天皇杯           | 天皇杯           | 期間通算         | 期間通算         |
| ---------------- | ---------------- | ---------------- | ---------------- | ---------------- | ---------------- | ---------------- | ---------------- | ---------------- | ---------------- | ---------------- | ---------------- |
| 2016             | 新潟             | 32               | J1               | 2                | 0                | 1                | 0                | 2                | 0                | 5                | 0                |
| 通算             | 日本             | 日本             | J1               | 2                | 0                | 1                | 0                | 2                | 0                | 5                | 0                |
| 総通算           | 総通算           | 総通算           | 総通算           | 2                | 0                | 2                | 0                | 2                | 0                | 5                | 0                |